# Paramaenas affinis
Paramaenas affinis là một loài bướm đêm thuộc phân họ Arctiinae, họ Erebidae.